# Наумов, Пётр Иванович (полный кавалер ордена Славы)
Пётр Иванович Наумов (4 декабря 1912 — 4 февраля 1991) — наводчик орудия батареи 76-мм пушек 740-го стрелкового полка (217-я стрелковая дивизия, 48-я армия, 2-й Белорусский фронт) младший сержант. Участник советско-финляндской и Великой Отечественной войн, кавалер ордена Славы трёх степеней.

## Биография
Родился 4 декабря 1912 года в селе Большие Кабаны ныне Лаишевского района Республики Татарстан в семье крестьянина. Русский. Окончил 4 класса. Работал бригадиром в колхозе.
В 1940 году был призван в Красную армию. Участник советско-финляндской войны 1939—1940 годов. В мае 1941 года был вновь призван в армию. В октябре 1941 года в бою под городом Орша был ранен, попал в плен. В сентябре 1943 года вновь мобилизован в армию Почепским райвоенкомтом Орловской области. В боях с октября 1943 года. Воевал наводчиком 76-мм орудия 740-го стрелкового полка 217-й стрелковой дивизии.
25 июня 1944 года в боях за деревню Колотовка (Рогачёвский район Гомельской области, Белоруссия) младший сержант Наумов подавил пулемёт, чем обеспечил успешное выполнение боевой задачи.
Приказом командира 217-й стрелковой дивизии (№ 88/н) от 4 июля 1944 года младший сержант Наумов Пётр Иванович награждён орденом Славы 3-й степени (№ 197631).
14 ноября 1944 года в наступательном бою у населённого пункта Хылины (юго-восточнее города Макув - ныне Макув-Мазовецки, Польша) младший сержант Наумов выкатил орудие на прямую наводку и уничтожил более 15 гитлеровцев, подавил 2 пулемётные точки противника, чем способствовал захвату населённого пункта.
Приказом по войскам 48-й армии (№ 628/н) от 28 ноября 1944 года младший сержант Наумов Пётр Иванович награждён орденом Славы 2-й степени (№10466).
14 января 1945 года в боях за населённый пункт Маковица (восточнее города Макув, Польша) младший сержант Наумов огнём из орудия проделал 2 прохода в проволочных заграждениях, подавил 5 огневых точек противника. 16 января на подступах к городу Макув (Польша) прямой наводкой поразил 2 огневые точки, что позволило стрелковым подразделениям овладеть южной окраиной города.
Указом Президиума Верховного Совета СССР от 10 апреля 1945 года за образцовое выполнение боевых заданий командования на фронте борьбы с немецкими захватчиками и проявленные при этом доблесть и мужество младший сержант Наумов Пётр Иванович награждён орденом Славы 1-й степени (№ 1271). Стал полным кавалером ордена Славы.
В 1945 году был демобилизован. Вернулся на родину. В начале работал конюхом в колхозе, затем председателем сельского Совета. Окончил курсы ветеринарных фельдшеров в городе Казань. Последние 15 лет заведовал фермой. Жил и работал в селе Большие Кабаны.
Скончался 4 февраля 1991 года. Похоронен в селе Большие Кабаны ныне Лаишевский район.

## Награды
- Орден Отечественной войны I степени (06.03.1985)[3]
- орден Славы I степени(27.06.1945)[4]
- орден Славы II степени(23.10.1944)[5]
- орден Славы III степени (27.08.1944)[6]
  - медали, в том числе:
  - «За отвагу»(8.5.1944)[7]
  - «За победу над Германией в Великой Отечественной войне 1941—1945 гг.» (1945)[8]
  - «Ветеран труда» (1974)

## Память
- В селе Большие Кабаны его именем названа улица[1].